# Jorge Montero Rodríguez
Jorge Cristóbal Montero Rodríguez (1952, Cariamanga, Ecuador) es un abogado y político ecuatoriano, diputado nacional en varias ocasiones por la provincia de Loja.

## Biografía
Obtuvo el título en jurisprudencia en la Universidad Nacional de Loja. Fue presidente de la filial lojana de la Federación de Estudiantes Universitarios del Ecuador (FEUE) en los periodos 1975-1976 y 1977-1978. En 1978 se unió al partido Concentración de Fuerzas Populares (CFP) y poco después ocupó de forma fugaz el cargo de concejal del Cantón Calvas.
Un año más tarde, se convirtió en diputado alterno en el Congreso Nacional por el CFP. Durante este periodo fue enjuiciado como autor, cómplice y encubridor de tráfico de droga, luego de que dos detenidos aseveraran que Montero transportaba droga desde Loja a Quito. No obstante, en la sentencia final del caso fue declarado inocente de todos los cargos.
En los años posteriores fue presidente del Tribunal Electoral de Loja y de 1988 a 1992 fue director provincial del partido Concentración de Fuerzas Populares. En esta etapa volvió a ser enjuiciado, esta vez por injurias calumniosas realizadas desde radio Cariamanga, propiedad del mismo Montero. El juez que llevaba el caso lo declaró culpable y fue condenado a seis meses de reclusión.
Para las elecciones legislativas de 1992 fue elegido diputado de Loja en representación del CFP. Fue reelecto a su cargo en las elecciones de 1996, en las de 1998 y en las de 2002, quedando en esta última como el único diputado de la Concentración de Fuerzas Populares aún en el Congreso.
El 25 de noviembre de 2004 fue elegido segundo vicepresidente del Congreso como parte de las reestructuraciones realizadas por la mayoría legislativa alcanzada poco antes por el gobierno de Lucio Gutiérrez. Durante este tiempo salieron a la luz inconsistencias en la declaración de bienes presentada por Montero, pues aunque varios testigos aseguraban que era dueño de varias empresas, emisoras de radio, casas, una gasolinera, entre otros; en las declaraciones de Montero no aparecía ninguna de ellas. El diputado independiente Rafael Dávila aseveró que esto se debía a que el resto de propiedades de Montero estaba a nombre de sus familiares cercanos, acusándolo de testaferrismo familiar.
El 8 de diciembre de 2004 presidió la controversial sesión del Congreso en que se destituyó a los jueces integrantes de la Corte Suprema de Justicia para reemplazarlos con la denominada Pichicorte. Los jueces destituidos presentaron una demanda a la Corte Interamericana de Derechos Humanos que quedó en litigio por cerca de una década.
En las elecciones legislativas de 2006 intentó infructuosamente ser reelegido como diputado. Años después se desempeñó como rector de la Escuela Superior Politécnica Ecológica “Profesor Servio Tulio Montero Ludeña” hasta que fue cerrada por el gobierno en 2012 debido a su bajo nivel académico.
En agosto de 2013, la Corte Interamericana de Derechos Humanos falló a favor de los jueces destituidos en 2004 y ordenó el pago de $400.000 dólares al estado ecuatoriano como indemnización para cada uno de los 27 jueces. En noviembre de 2015, la Comisión de Justicia decretó que los 52 diputados que votaron a favor de la destitución de la Corte Suprema de Justicia (incluyendo a Montero) tendrían que devolver al estado el dinero pagado.

### Retorno a la Palestra Política
Luego de 10 años en noviembre de 2016 Montero anunció que se postularía como candidato a Asambleísta Nacional, por el Movimiento Centro Democrático, logrando sin éxito llegar al parlamento.
En 2019 fue candidato a la Alcaldía de Calvas esta vez auspiciado por el Partido SUMA obteniendo el tercer lugar  en ese entonces. 
En 2023 se volvió a postular a la Alcaldía de Calvas, en esta ocasión refundando el Movimiento Concentración de Fuerzas Populares a nivel Cantonal en alianza con el Partido Social Cristiano, en donde fue electo.